# Eğribel, Çaybaşı
Eğribel là một xã thuộc huyện Çaybaşı, tỉnh Ordu, Thổ Nhĩ Kỳ. Dân số thời điểm năm 2010 là 340 người.